# Rudolf Erdös
Rudolf Erdös (* 29. Juli 1876 in Sereď; † 7. Oktober 1935 in Wien) war ein österreichischer Architekt.

## Leben
Rudolf Erdös stammte aus einer jüdischen Familie und wurde auf dem Gebiet der heutigen Slowakei geboren. Über seine Ausbildung liegen keine Unterlagen vor. Er wird erst wieder 1905 fassbar, als er in Wien als Architekt belegt ist. Bis zum Ersten Weltkrieg führte er ein erfolgreiches Architekturbüro, nach dem Krieg lebte er von Vermittlungsgeschäften, Handelsagenturen und Fremdenbeherbergung. Er wohnte bis zu seinem Tode in dem von ihm errichteten Hotel Carlton in der Wiedner Hauptstraße.

## Bedeutung
Rudolf Erdös war als Architekt für das Großbürgertum tätig. Seine Bauten sind dem Historismus verpflichtet und zeichnen sich durch ein repräsentatives Erscheinungsbild aus. Secessionistische Strömungen schlagen sich in seinem Werk nur wenig nieder.

## Werke

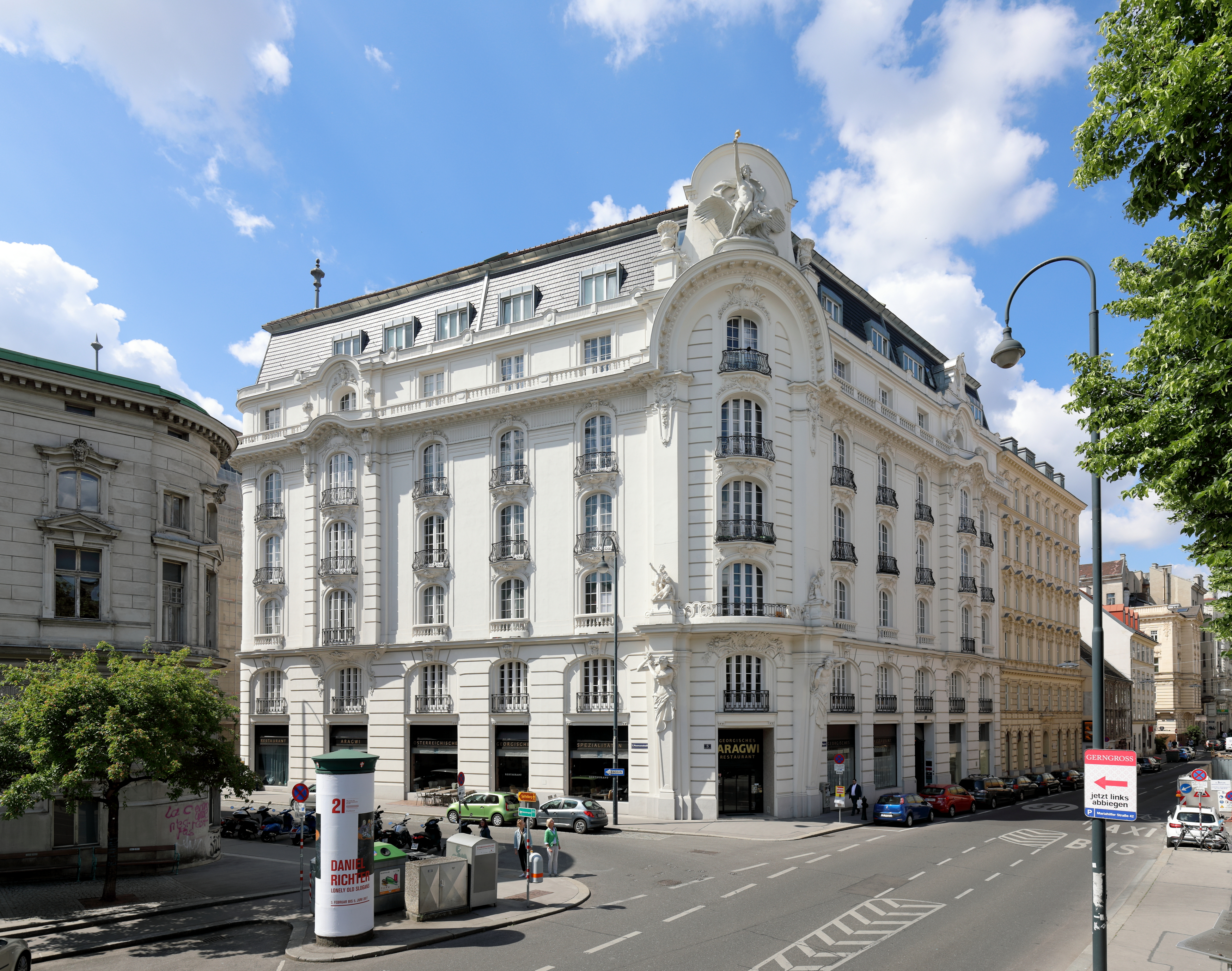
Weghuberhaus, Museumstraße 3–5 (1910–1911)

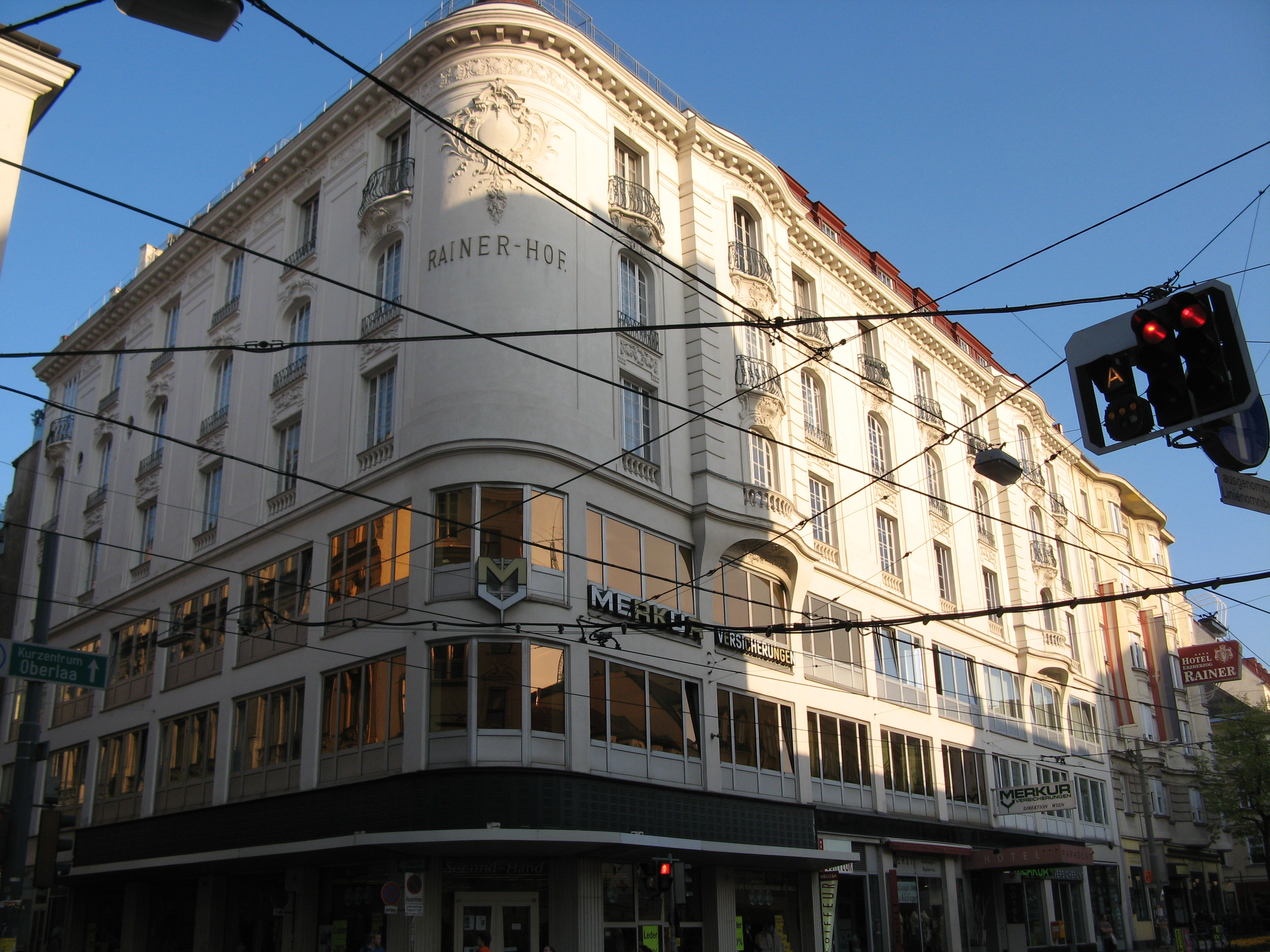
Ehemaliges Hotel Carlton, Wiedner Hauptstraße 23–25 (1911–1912)

- Miethaus, Sebastianplatz 1, Wien 3 (1905)
- Miethaus, Neulinggasse 16, Wien 3 (1906)
- Miethaus, Dapontegasse 5, Wien 3 (1907)
- Miethaus, Widerhofgasse 7, Wien 9 (1907)
- Miethaus, Neubaugasse 13, Wien 7 (vor 1908)
- Miethaus, Lorenz-Weiß-Gasse 3, Wien 14 (1908)
- Miethaus, Sebastianplatz 7, Wien 3 (1908)
- Wohnhaus, Breitenfurter Straße 236, Wien 23 (1908)
- Miethaus, Nikolsdorfer Gasse 3–5, Wien 5 (1909)
- Miethaus, Seegasse 25, Wien 9 (1909)
- Miethaus, Seegasse 27, Wien 9 (1909)
- Miethaus, Hintzerstraße 7, Wien 3 (1910)
- Miethaus, Ziehrerplatz 10, Wien 3 (1910–1911)
- Weghuberhaus, Museumstraße 3–5, Wien 7 (1910–1911)
- Wohn- und Geschäftshaus, Singerstraße 8, Wien 1 (1911)
- Miethaus, Untere Viaduktgasse 10, Wien 3 (1911)
- Hotel Carlton, Wiedner Hauptstraße 23–25, Wien 4 (1911–1912)
- Geschäftseinbauten, Kramergasse 9, Wien 1 (1914)